# Interacció biològica
La interacció biològica és la que es dona entre un organisme i els altres organismes del seu ecosistema. En un ecosistema no hi ha organismes que visquin totalment aïllats del seu entorn. Formen part del medi ambient, ric en elements no vivents (matèria inorgànica) i en altres organismes de la mateixa o d'altres espècies, amb les quals es forma una interacció. Les relacions entre espècies poden ser molt diverses, i van des d'una espècie que s'alimenta d'una altra (depredació) fins a la convivència d'ambdues espècies en un benefici mutu (simbiosi).
Les interaccions biològiques es classifiquen en:
- Neutralisme: quan dues espècies interaccionen però una no afecta l'altra.
- Mutualisme: la relació entre dues espècies que es beneficien mútuament o bé no és obligatòria o bé és temporal.
- Simbiosi: la relació entre les dues espècies és obligatòria i beneficia les dues.
- Protocooperació: Interacció en la qual dos organismes o poblacions es beneficien mútuament. La relació no és essencial per la vida d'ambdós, car poden viure de manera separada. Pot donar-se fins i tot entre organismes de regnes diferents.
- Amensalisme: Associació que perjudica una de les espècies i és neutra per l'altra.
- Comensalisme: Associació en què una espècie és beneficiada i l'altra no és beneficiada ni perjudicada.
- Inquilinisme: Associació similar al comensalisme en què una espècie es beneficia en ser albergada per una altra mentre que aquesta última no és ni beneficiada ni perjudicada.
- Facilitació: Associació en què com a mínim una de les espècies es beneficia.
- Competència: Associació entre dues espècies en què ambdues comparteixen algun factor del medi ambient que en limita el creixement.
- Depredació: Interacció en què una espècie captura i s'alimenta d'una altra. El predador sol ser més gran que la presa.
- Parasitisme: Interacció en la qual una espècie es beneficia i l'altra és perjudicada. El paràsit sol ser més petit que l'hoste.
- Al·lelopatia: Interacció química entre dos organismes de la mateixa espècie o d'espècies diferents en què un organisme elimina l'altre mitjançant l'expulsió de substàncies químiques.
- Exclusió mútua: Interacció en què una espècie exclou l'altra del mateix hàbitat, i viceversa. En general, l'exclusió es realitza per alteració de l'hàbitat comú.